# Giuseppe Zanardelli
Giuseppe Zanardelli (ur. 29 października 1826 w Brescii, zm. 26 grudnia 1903 w Toscolano-Maderno) – premier Włoch (1901-1903).

## Życiorys
Podczas Wiosny Ludów 1848 walczył w ochotniczych formacjach, po pokonaniu Novary wrócił do Brescii, później utrzymywał się przez nauczanie prawa, jednak był szykanowany przez austriacką policję i otrzymał zakaz nauczania z powodu odmowy napisania proaustriackich artykułów do prasy. W 1859 został deputowanym, później zajmował różne stanowiska administracyjne, stając się coraz bardziej wpływowym członkiem stronnictwa lewicy. Od 1876 pracował w różnych ministerstwach, m.in. sprawiedliwości i spraw wewnętrznych, od 1886 pracował w rządzie Antonio Rudinìego, jednak w 1898 zrezygnował, gdy Rudinì ogłosił stan wojenny po wybuchu zamieszek. W 1901 został desygnowany na premiera przez Wiktora Emanuela III, na stanowisko ministra spraw wewnętrznych powołał Giovanniego Giolittiego. Okres jego rządów był zdominowany przez strajki. Kierowany przez niego rząd obniżył podatki dla biednych i położył kres lamaniu strajków przez armię.
Był zwolennikiem skrajnego antyklerykalizmu.